# Trento Film Festival
Trento Film Festival – najstarszy i jeden z najważniejszych na świecie festiwali filmów górskich i podróżniczych, odbywający się w Trydencie. Po raz pierwszy zorganizowany został w 1952 roku przez władze Trydentu i Włoski Klub Alpinistyczny. Impreza odbywa się na przełomie kwietnia i maja, a jej główną częścią jest międzynarodowy konkurs filmów górskich i podróżniczych. Towarzyszą mu m.in. retrospektywy filmowe, międzynarodowy przegląd wydawnictw górskich oraz wystawy i spotkania z "ludźmi gór". Festiwal jest zrzeszony w International Alliance for Mountain Film. Najlepsze filmy z Trydentu oglądać można co roku podczas Spotkań z Filmem Górskim w Zakopanem.